# Potok (powiat sieradzki)
Potok – wieś w Polsce położona w województwie łódzkim, w powiecie sieradzkim, w gminie Złoczew.
W latach 1975–1998 miejscowość należała administracyjnie do województwa sieradzkiego.
Z publikacji w nr 3-4/1935 r. czasopisma "Ziemia Sieradzka" wynika, że na gruntach wsi Potok (gospodarstwo Gruchota) pochowano zdrajcę, który wskazał Moskalom za 25 rubli miejsce biwakowania oddziału Makarego Drohomireckiego w lasach koło Pyszkowa. Wyrok śmierci wydał na niego gen. Edmund Taczanowski. Wyrok został wykonany przez żandarmerię powstańczą. Zdrajcę powieszono (akt nr 47 w parafii Brzeźnio).